# Mermessus estrellae
Espèce
Synonymes
- Eperigone estrellae Millidge, 1987

Mermessus estrellae est une espèce d'araignées aranéomorphes de la famille des Linyphiidae.

## Distribution
Cette espèce est endémique du District Fédéral au Mexique,. Elle se rencontre dans la grotte Gruta de la Estrella.

## Description
Le mâle holotype mesure 2,2 mm et les femelles de 2,0 à 2,3 mm.

## Étymologie
Son nom d'espèce lui a été donné en référence au lieu de sa découverte, la grotte Gruta de la Estrella.

## Publication originale
- Millidge, 1987 : The erigonine spiders of North America. Part 8. The genus Eperigone Crosby and Bishop (Araneae, Linyphiidae). American Museum novitates, no 2885, p. 1-75 (texte intégral).